# Sociedad Española de Neumología y Cirugía Torácica
La Sociedad Española de Neumología y Cirugía Torácica -SEPAR- es una entidad científica privada, de carácter altruista y benéfico-docente, con ámbito de actuación en España. La Sociedad Española de Neumología y Cirugía Torácica está interconectada con RESPIRA. Fundación Española del Pulmón (SEPAR). Ambas Instituciones mantienen una interdependencia funcional y estructural equivalentes.
El éxito como sociedad científica depende directamente de las más de 5.000 personas que forman parte de SEPAR. Todos los especialistas socios de SEPAR saben que son una parte imprescindible del engranaje necesario para la consecución de sus objetivos, desde la investigación hasta la formación y la divulgación.
Cada año se incorporan a SEPAR más de 50 jóvenes especialistas que creen que la relevancia de las enfermedades respiratorias merece una atención especial y ponen todo su empeño en seguir los pasos de sus predecesores en el avance de los conocimientos científicos, en el incremento de la calidad asistencial y en la capacidad divulgativa de todos aquellos factores clave para la prevención de la salud respiratoria. 
SEPAR, tras 50 años de historia, es una sociedad científica con la experiencia suficiente para afrontar los retos de futuro, con seguridad, confianza, generosidad. 

## Objetivos y fines
Los principales objetivos y fines expresos de SEPAR son:
- Estimular el progreso en el conocimiento científico de las enfermedades neumológicas médico-quirúrgicas.
- Contribuir a la formación de médicos especialistas en neumología y cirugía torácica, así como, al perfeccionamiento profesional de todos sus miembros.
- Promover intercambios con fines científicos entre sus asociados y otros colegas, o Instituciones, con intereses comunes, tanto nacionales como extranjeros.
- Velar por los intereses sanitarios de la comunidad.
- Ofrecer su asesoramiento a las Entidades públicas o privadas que lo requieran.

## Compromisos
“que la neumología y la cirugía torácica lideren el conocimiento, el tratamiento y la gestión de las enfermedades respiratorias”
- Investigar: estimular el progreso en el conocimiento científico de las enfermedades respiratorias.
- Formar: contribuir a la formación de los especialistas en medicina respiratoria y torácica , así como al perfeccionamiento profesional de todos sus asociados.
- Divulgar: promover el intercambio científico y profesional de sus socios entre sí y con los especialistas o instituciones con intereses comunes, tanto españoles como de otros países.
- Cuidar: velar por los intereses sanitarios de la comunidad.
- Ayudar: asesorar a las entidades y organismos, públicos o privados, que lo requieran sobre aspectos relacionados con la salud y las enfermedades respiratorias.

## Historia
En 1955 se crea la Sección Española de la Asociación Internacional para el Estudio de los Bronquios (AIEB), en 1967 se transforma en Sociedad Española de Patología Respiratoria (SEPAR) y en 1988 en Sociedad Española de Neumología y Cirugía Torácica, aunque conserva las siglas de la denominación anterior.
Actualmente cuenta con 5900 asociados (mayo de 2023).

## Estructura
La Asamblea General es el órgano supremo de la voluntad social. La organización de la Sociedad está basada en las siguientes estructuras: Junta Directiva, áreas de trabajo, comités técnicos asesores, y órganos de expresión, coordinados por la Junta Directiva de la Sociedad.
Se compone de dos instancias: Junta de Gobierno y Coordinadores de Áreas

## Áreas de Trabajo
Para alcanzar la excelencia en el trabajo en equipo, SEPAR se organiza en áreas de trabajo. Las áreas de trabajo son los pilares en los que se sustenta la actividad científica e investigadora de la Sociedad y se desarrollan en torno a cada una de las enfermedades respiratorias. Las áreas de trabajo son el punto de encuentro de los socios, donde se gestan los proyectos de investigación, donde se intercambian ideas, y donde se vive la realidad de la neumología y de la cirugía torácica. 
- Área Asma
- Área Circulación Pulmonar
- Área Cirugía Torácica
- Área Enfermería Respiratoria
- Área EPID
- Área EPOC
- Área EROM
- Área Fisioterapia Respiratoria
- Área Neumología Pediátrica
- Área Oncología
- Área Rehabilitación Respiratoria
- Área Sueño y Ventilación
- Área Tabaquismo
- Área Técnicas y Trasplantes
- Área TIR

## Publicaciones
SEPAR edita una serie de publicaciones de diversa naturaleza que abordan distintos aspectos de las enfermedades respiratorias, de interés tanto para los médicos como para los propios enfermos y sus familiares o para la población general.
Revistas
Archivos de Broncoenumología
Archivos de Bronconeumología es el órgano oficial de expresión científica de la Sociedad Española de Neumología y Cirugía Torácica (SEPAR). Desde 1999, es también el órgano de expresión de la Asociación Latino-Americana del Tórax (ALAT) y desde el 2005 de la Asociación Sudamericana de Cirugía Torácica (ASCT).
Está incluida en los más prestigiosos registros nacionales e internacionales de publicaciones científicas (Index Medicus, Science Citation Index, Science Direct, etc) y dispone de un factor de Impacto de 8.
La revista publica un total de 12 números ordinarios y 4 o 5 números extraordinarios al año, lo que supone más de 700 páginas, se edita simultáneamente en castellano y en inglés, y en versión en línea, y forma parte del fondo editorial de Elsevier Doyma (Science Direct) lo que le permite la entrada directa en las bibliotecas y universidades de todo el mundo. 
Prevención del Tabaquismo
La revista Prevención del Tabaquismo es la única revista sobre prevención y tratamiento del tabaquismo en lengua española, de la que se editan cuatro números al año y dos suplementos. Esta revista está incluida en el IME (Índice Médico Español) y en el IBECS (Índice Bibliográfico Español de Ciencias de la Salud) y tiene una tirada de 7000 ejemplares que llegan de forma gratuita a profesionales de la salud especialmente implicados en la prevención y el tratamiento del tabaquismo en España, Portugal e Hispanoamérica.
Libros
Manuales Procedimientos
Bajo la denominación genérica de Manuales SEPAR de Procedimientos, esta serie institucional describe de forma completa y precisa cómo proceder para la correcta realización de las técnicas propias de la neumología, de la cirugía torácica, de la enfermería o de la fisioterapia respiratoria.
Normativas o Recomendaciones
Las Recomendaciones o Normativas SEPAR tienen por objetivo ayudar al neumólogo, cirujano torácico o profesionales que deben tomar las mejores decisiones posibles en un tema clínico concreto y definir la posición oficial de SEPAR en problemas clínicos relevantes. Las normativas se han erigido en la referencia obligada para todos los interesados en la medicina y la cirugía respiratoria, tanto en España como en Hispanoamérica.

## La voz de SEPAR
Fundación Respira
Respira, Fundación Española del Pulmón, es una entidad científico-cultural privada, de carácter altruista y benéfico-docente, con ámbito de actuación en todo el país. La Fundación Respira forma parte de la Sociedad Española de Neumología y Cirugía Torácica (SEPAR), toda vez que ambas instituciones mantienen una interdependencia funcional y estructural equivalentes. La Fundación es la herramienta a través de la cual SEPAR desarrolla la investigación y la docencia y vehiculiza los mensajes dirigidos a la opinión pública para sensibilizar y concienciar al ciudadano de la importancia de las enfermedades respiratorias y ayudarle a mantener una buena salud respiratoria. Para llevar a cabo sus fines la Fundación Respira precisa de donaciones, tanto de entidades públicas como privadas. 
Años SEPAR
Entre los objetivos de la Fundación Respira se encuentra el de aumentar el conocimiento de las enfermedades respiratorias entre la ciudadanía y en este contexto se enmarcan los llamados Años SEPAR. Bajo esta denominación se agrupan un conjunto de actividades, que se desarrollan en el transcurso de un año natural, que giran en torno a una enfermedad que representa un grave problema de salud para la comunidad y que repercute tanto a la población como a la administración sanitaria. 
Los Años SEPAR realizados hasta el momento se han centrado en torno a la EPOC (2002), el asma (2003), la neumonía (2004), el cáncer de pulmón (2005), la apnea del sueño (2006) y el tabaquismo (2007). El 2008 se dedica a la tuberculosis y la solidaridad y el año 2009 al paciente respiratorio crónico.
SEPAR Pacientes
SEPAR y la Fundación Respira creen necesario concienciar a la sociedad y a las autoridades sanitarias sobre las necesidades no cubiertas de pacientes, familiares, cuidadores y voluntarios con el fin de mejorar, en lo posible, su calidad de vida y la calidad de la atención sanitaria proporcionada.
El proyecto SEPAR Pacientes se enmarca en torno a:
- la concienciación social de las enfermedades respiratorias,
- las necesidades de información de los pacientes,
- la participación de pacientes y cuidadores en la toma de decisiones clínicas,
- la mejora de la comunicación entre profesionales y pacientes,
- la accesibilidad a una asistencia sanitaria de calidad y
- la participación de los pacientes en la definición de políticas sanitarias.

En esta línea, SEPAR y la Fundación Respira  colaboran con la Fundación Josep Laporte, la Universidad de los Pacientes y el Foro Español de Pacientes para dotar la cartera docente de dicha Universidad, de la que ostentan la dirección académica del Aula Respira dedicada a las enfermedades respiratorias. 
Separ Solidaria
Más allá de sus objetivos científicos y profesionales se debe considerar a SEPAR y a la Fundación Respira como una institución social. El proyecto SEPAR Solidaria parte de esta filosofía y se asienta sobre la base de la responsabilidad social corporativa. 
SEPAR Solidaria destina el 0.7% del beneficio del congreso anual SEPAR a una entidad no gubernamental y sin ánimo de lucro, relacionada con la salud respiratoria y que colabore en proyectos médico–científicos en países en vías de desarrollo.